# Олча
Олча (рум. Olcea) — село у повіті Біхор в Румунії. Адміністративний центр комуни Олча.
Село розташоване на відстані 405 км на північний захід від Бухареста, 43 км на південь від Ораді, 123 км на захід від Клуж-Напоки, 117 км на північний схід від Тімішоари.

## Населення
За даними перепису населення 2002 року у селі проживали 643 особи.
Національний склад населення села:
| Національність | Кількість осіб | Відсоток |
| -------------- | -------------- | -------- |
| румуни         | 554            | 86,2%    |
| цигани         | 85             | 13,2%    |

Рідною мовою назвали:
| Мова      | Кількість осіб | Відсоток |
| --------- | -------------- | -------- |
| румунська | 554            | 86,2%    |
| циганська | 82             | 12,8%    |